# Questioni di famiglia
Questioni di famiglia (The Family Tree) è un film del 2011 diretto da Vivi Friedman.

## Trama
Serenity, Ohio. I Burnett (Jack, Bunnie e i gemelli diciassettenni Eric e Kelly) vivono una situazione familiare non tranquilla. A dare loro una seconda possibilità affinché si possa giungere ad una ormai insperata stabilità familiare è l'incidente di cui è vittima Bunnie che le fa perdere la memoria.

## Produzione
Il film, diretto da Vivi Friedman, fu prodotto da Driving Lessons e girato da marzo 2008. I titoli di lavorazione furono Happy Together e Nuclear Family.

## Distribuzione
Il film fu distribuito negli Stati Uniti nel 2011 dalla Entertainment One e dalla Opal Movies per l'home video in Australia.
Alcune delle uscite internazionali sono state:
- negli Stati Uniti il 26 agosto 2011
- in Ungheria il 22 ottobre 2011 (in prima TV)
- nei Paesi Bassi il 7 dicembre 2011 (prima TV, limited)
- in Italia l'11 luglio 2013 (DVD)